# Parador Maza
O Parador Maza é um dos paradores do Metrotranvía de Mendoza, situado no distrito de General Gutiérrez, entre o Parador Alta Italia e a Estação Gutiérrez. Administrado pela Empresa Provincial de Transporte de Mendoza (EPTM), faz parte da Linha Verde.
Foi inaugurado em 28 de fevereiro de 2012. Localiza-se na Rua J. A. Maza. Atende os seguintes bairros: Faiman, Los Ingenieros e Ruiz.